# Coco (phim 2017)
Coco là phim 3D của Mỹ thuộc thể loại Hoạt hình, giả tưởng, phim ca nhạc và phiêu lưu sản xuất bởi Pixar Animation Studios và ra mắt bởi Walt Disney Pictures dựa trên ý tưởng của Lee Unkrich, do Unkrich chỉ đạo cùng đồng đạo diễn và đồng tác giả Adrian Molina. Câu chuyện kể về một cậu bé 12 tuổi tên Miguel, người đã khởi đầu một chuỗi sự kiện, dẫn đến một cuộc hội ngộ bất ngờ của cậu với người thân quá cố.
Bộ phim nói về ngày lễ Día de Muertos của México. Kịch bản được viết bởi Adrian Molina and Matthew Aldrich. Pixar bắt đầu phát triển bộ phim này từ năm 2016. Unkrich và cộng sự cũng đã viếng thăm Mexico để lấy cảm hứng. Những bộ xương trong bộ phim được thiết kế lại để trông hấp dẫn hơn. Phần âm nhạc do Nhạc sĩ Michael Giacchino phụ trách sáng tác.
Coco được công chiếu vào ngày 20 tháng 10 năm 2017 tại Liên hoan phim quốc tế Morelia ở Morelia, Mexico và được phát hành ở Mexico 1 tuần sau đó, cuối tuần trước Día de Muertos. Phim được phát hành ở Mỹ vào 22 tháng 11 năm 2017.

## Chuyển thể Broadway
Vào ngày 24 tháng 1 năm 2023, trong buổi hòa nhạc thường niên Disney on Broadway của Epcot, nam diễn viên Steven Taylor của vở nhạc kịch The Lion King đã công bố một chương trình biểu diễn trực tiếp, chuyển thể từ bộ phim, hiện đang được phát triển tại Disney Theatrical Productions.